# Tracey Hallam
Tracey Hallam (nacida el 24 de marzo de 1975) es una jugadora de bádminton del Reino Unido.
Hallam jugó los Juegos Olímpicos de Atenas 2004 en la modalidad de individual femenino. En primera ronda venció a Juliane Schenk de Alemania y en segunda ronda a Camilla Martin de Dinamarca. En cuartos de final, fue derrotada por Mia Audina de Holanda por 11-0, 11-9.
En 2006, en los Juegos de la Commonwealth, consiguió la medalla de oro en individual femenino sin perder un solo set.